# Simona Spiridon
Simona Spiridon (* 1. Februar 1980 in Roman, Rumänien) ist eine ehemalige österreichische Handballspielerin rumänischer Herkunft.

## Karriere

### Im Verein
Spiridon begann das Handballspielen in ihrer Geburtsstadt bei CSS LPS Roman. Ab 1998 lief die Kreisläuferin für Silcotub Zalău auf. Nachdem Spiridon mit Zalău 2001 die rumänische Meisterschaft gewonnen hatte, schloss sie sich dem österreichischen Verein Hypo Niederösterreich an. Mit Hypo gewann sie 2002, 2003, 2004, 2005 und 2006 sowohl die österreichische Meisterschaft als auch den ÖHB-Cup. Weiterhin stand sie in der Saison 2003/04 im Finale des Europapokals der Pokalsieger. Ab 2005 lief sie für den rumänischen Erstligisten CS Rulmentul Braşov auf.
Spiridon wechselte im Januar 2007 zum ungarischen Verein Győri ETO KC. Mit Győr gewann sie 2008, 2009, 2010 und 2011 die ungarische Meisterschaft sowie 2007, 2008, 2009, 2010 und 2011 den ungarischen Pokal. In der Saison 2008/09 scheiterte Spiridon mit Győr im Finale der EHF Champions League an Viborg HK. 2011 unterschrieb sie einen Vertrag beim russischen Erstligisten Swesda Swenigorod. Nach einer Spielzeit verließ sie Swenigorod. Spiridon kehrte im Sommer 2013 nochmals zu Hypo Niederösterreich zurück, für den sie in der Saison 2013/14 auflief.

### In Auswahlmannschaften
Spiridon lief anfangs für die rumänischen Juniorinnennationalmannschaft auf, mit der sie 1998 die U-19 Europameisterschaft sowie ein Jahr später die U-20-Weltmeisterschaft gewann. Außerdem bestritt sie 38 Länderspiele für die rumänische Nationalmannschaft. Nachdem Spiridon 2004 die österreichische Staatsbürgerschaft annahm, lief sie 104-mal für Österreich auf.

### Als Trainerin
Spiridon war zwischen 2012 und 2014 bei Hypo Niederösterreich als Jugendtrainerin tätig. Anschließend wechselte sie zum österreichischen Handballverband, wo sie die U-17-Nationalmannschaft betreut.